# Hydriomena costipunctata
Hydriomena costipunctata är en fjärilsart som beskrevs av Barnes och Mcdunnough 1912. Hydriomena costipunctata ingår i släktet Hydriomena och familjen mätare. Inga underarter finns listade i Catalogue of Life.